# Сальвиати, Франческо (епископ)
Франческо Сальвиати (итал. Francesco Salviati; 1443 — 26 апреля 1478, Флоренция) — архиепископ Пизы в 1475 году, участник заговора против Лоренцо Великолепного.

## Биография
Кровный член семьи Риарио, а также рода Сальвиати (которого папа Сикст IV повторно наградил папским банковским соглашением после изъятия его у Медичи), он был связан браками с семьями Пацци, Медичи, Веттори и другими влиятельными семействами. Осиротев в раннем возрасте, Сальвиати был воспитан как гуманист, но он увидел возможность преуспеть в служении церкви, понимая, что он не смог бы прийти к власти в семье после смерти отца. Источники семьи Медичи описывают Сальвиати как льстеца и картёжника, страстно жаждущего добиться власти через церковь.
В 1464 году Франческо переехал в Рим, чтобы сблизиться с Франческо делла Ровере — который позже стал папой Сикстом IV — и его племянниками, Джироламо и Пьетро Риарио. Это и окупило его новую должность архиепископа.
Семья Медичи из Флоренции не признала его назначение архиепископом, и поэтому весной 1478 года Сальвиати послал во Флоренцию своего племянника Рафаэля Риарио, чтобы тот заманил Лоренцо и Джулиано Медичи в собор Санта Мария дель Фьоре для их убийства в ходе заговора Пацци, и пригласил его на мессу в собор, где было запланировано убийство. Когда прозвенел колокол к подъёму с колен (после преклонения перед Святыми Дарами), Сальвиати должен был отправиться во Дворец Синьории, убить гонфалоньера Чезаре Петруччи и завладеть зданием, в то время как главное убийство происходило в соборе. Но на подходе к дворцу он был схвачен Петруччи и в течение часа был повешен, как и другие заговорщики. Прямо в пурпурной архиепископской мантии ему набросили на шею петлю и со связанными руками выбросили из окна. Болтаясь в петле, он в предсмертной агонии пытался освободиться и впился зубами в висящее рядом голое тело Франческо Пацци. Смерть Сальвиати от рук флорентийцев стала ключевым фактором отлучения от церкви всего города и последовавших двух лет войны с папой.

## В массовой культуре
Сальвиати стал персонажем романа Карела Шульца «Камень и боль» (1943).
В компьютерной игре 2009 года Assassin's Creed II, в которой показана вымышленная версия заговора, Сальвиати лишь ввёл союзные Пацци войска во Флоренцию, а после провала заговора сбежал на свою виллу в Тоскане, избежав казни, когда вместо него был повешен переодетый в одежды Франческо несчастный фермер. Однако уже в 1479 году его выследил и убил ассасин Эцио Аудиторе, главный герой игры.